# Mean Streets - Domenica in chiesa, lunedì all'inferno
Mean Streets - Domenica in chiesa, lunedì all'inferno (Mean Streets) è un film del 1973 scritto e diretto da Martin Scorsese.
Insieme a Quei bravi ragazzi e Casinò viene considerato parte di una trilogia del regista dedicata alla mafia.

## Trama
New York, 1973. Charlie Cappa è un giovane di Little Italy, che cerca di farsi strada nell'ambiente degradato e violento che lo circonda. Suo zio Giovanni è un mafioso d'un certo peso, che lo protegge ed alle volte gli affida piccoli incarichi, in vista d'un suo futuro ingresso nella cosca di questi. Il giovane si ritrova a condurre una vita sregolata e senza troppe prospettive, legato al suo scapestrato amico d'infanzia John Civello, detto Johnny Boy, malvisto dallo zio come piantagrane e inaffidabile. Johnny infatti è pieno di debiti di gioco e tra i suoi creditori vi è anche il loro amico comune Tony DeVienazo, proprietario d'un baretto locale che funge da loro ritrovo. Al contempo, Charlie ha una storia con Teresa Ronchelli, cugina di Johnny, ragazza epilettica che lo zio non vede ugualmente di buon occhio.
Charlie è ben conscio della situazione e cerca di darsi una raddrizzata, malgrado nutra un forte conflitto interiore per la propria religiosità che, giocoforza, mal si accorda ad una vita nei ranghi della mafia. Johnny intanto diventa sempre più autodistruttivo e peggiora la situazione con i suoi creditori; Charlie è deciso ad aiutarlo e tratta un accordo con Michael Longo, uno strozzino con cui Johnny s'era invischiato. Ma Johnny pare non esser in grado di racimolare neppure due soldi e l'amico gli viene incontro di tasca propria. L'incontro per il pagamento è fissato nel locale di Tony. Purtroppo Johnny scialacqua quasi tutti i soldi nel bar restando con dieci dollari. Michael va su tutte le furie e gli salta addosso finché Johnny non reagisce puntandogli contro la pistola, costringendolo quindi ad uscire dal locale. 
Charlie e Johnny convengono che per un po' sarà meglio per loro abbandonare il quartiere, almeno finché non si saranno calmate le acque, e Teresa insiste per seguirli. Tony di nascosto presta loro la propria auto ed i tre hanno modo così di allontanarsi dal quartiere. Non sanno però di essere seguiti da Michael e dal suo sgherro Jimmy Shorts il quale, alla prima occasione, comincia ad aprire il fuoco sulla vettura, colpendo Johnny al collo e Charlie alla mano, provocando quindi un incidente in cui resta ferita anche Teresa. Il film si chiude con Charlie e Teresa che vengono caricati su un'ambulanza, sopraggiunta dopo l'arrivo di un'auto della polizia verso cui Johnny, riuscito ad uscire dalle lamiere della loro auto, era andato incontro volatilizzandosi e lasciando perciò un voluto alone di mistero sulla sua effettiva sorte.

## Produzione
- Johnny Boy è anche il nome del padre di Tony Soprano, protagonista della serie televisiva de I Soprano, la quale ha frequenti collegamenti con la filmografia di Scorsese
- Il personaggio di Charlie Cappa porta lo stesso cognome della madre di Scorsese, che a sua volta appare nel film, nella scena in cui Teresa ha l'attacco epilettico, in cui la madre oltretutto recita delle battute in siciliano.
- Jimmy Shorts, lo scagnozzo che alla fine spara a Johnny Boy, è interpretato dallo stesso Scorsese.
- Per tutta la durata del film si possono notare dei poster, attaccati alle pareti dei vari locali, relativi a diverse città italiane, tra le quali Palermo, Messina, Firenze, Napoli e Ustica. Ciò rafforza la componente autobiografica dell'opera.

## Colonna sonora
Il film ha una colonna sonora molto ricca che alterna canzoni della tradizione lirica e napoletana con brani soul e rock 'n roll.
- Jumpin' Jack Flash (The Rolling Stones)
- Tell Me (The Rolling Stones)
- I Love You So (The Chantels)
- Addio, sogni di gloria (Giuseppe Di Stefano)
- Canta pe' me (Giuseppe Di Stefano)
- Munasterio 'e Santa Chiara (Giuseppe Di Stefano)
- Maruzzella (Renato Carosone)
- Scapricciatiello (Renato Carosone)
- O Marinariello (Aurelio Fierro)
- Please Mr. Postman (The Marvelettes)
- Steppin' Out (John Mayall's Bluesbreakers)
- Hideaway (Eric Clapton)
- I Looked Away (Eric Clapton)
- Desiree (The Charts)
- Rubber Biscuit (The Chips)
- Pledging My Love (Johnny Ace)
- Ritmo Sabroso (Ray Barretto)
- You (The Aquatones)
- Ship of Love (The Nutmegs)
- Florence (The Paragons)
- Malafemmena (Jimmy Roselli)
- Those Oldies but Goodies (Little Caesar and The Romans)
- I Met Him on a Sunday (The Shirelles)
- Be My Baby (The Ronettes)
- Mickey's Monkey (The Miracles)
- Faccetta nera (Carlo Buti)

## Distribuzione
Presentato nella Quinzaine des Réalisateurs al Festival di Cannes 1974, nel 1997 è stato scelto per la conservazione nel National Film Registry della Biblioteca del Congresso degli Stati Uniti.

## Accoglienza
Il film è stato ben accolto dalla maggior parte dei critici; alcuni lo hanno addirittura definito una delle pellicole americane più originali di tutti i tempi. Pauline Kael è stata tra i recensori più entusiasti, definendolo "un vero capostipite, e un trionfo del cinema autoriale" oltre che "vertiginosamente sensuale". Dave Kehr del Chicago Reader ha affermato che "la recitazione e il montaggio hanno una forza così originale e tumultuosa da rendere il film completamente avvincente". Vincent Canby del The New York Times ha riflettuto sul fatto che "non importa quanto squallido sia l'ambiente, non importa quanto straziante sia la narrazione, alcuni film sono così dettagliati e meravigliosamente realizzati, hanno una sorta di effetto tonico che non ha alcun rapporto con l'argomento". La rivista Time Out lo ha definito "uno dei migliori film americani del decennio".
Retrospettivamente, Roger Ebert del Chicago Sun-Times ha inserito Mean Streets nella raccolta dei suoi Great Movies e ha scritto: "In infiniti modi, fino alla minuzia dei moderni show televisivi sul crimine, Mean Streets è uno dei punti d'origine dei film moderni." Nel 2013 la redazione di Entertainment Weekly lo ha eletto settimo miglior film di sempre. Nel 2015 è stato classificato 93º nella lista dei 100 più grandi film americani stilata dalla BBC. James Gandolfini, quando durante un episodio di Inside the Actors Studio gli è stato chiesto quale film lo avesse influenzato maggiormente, ha fatto il nome di Mean Streets, dicendo "L'ho visto 10 volte di fila...".
Il sito Rotten Tomatoes gli ha dato una valutazione pari a 96% basandosi su 52 recensioni, con un punteggio medio di 8,9/10. Il consenso recita: "Mean Streets è una potente storia di peccato e colpevolezza urbana che segna l'arrivo di Scorsese tra le importanti voci cinematografiche e presenta elettrizzanti performance di Harvey Keitel e Robert De Niro." Su Metacritic ha invece un punteggio di 96 basato su 11 recensioni.

## Riconoscimenti
- National Society of Film Critics Awards 1973
  - Miglior attore non protagonista (Robert De Niro)